# École des Ponts ParisTech

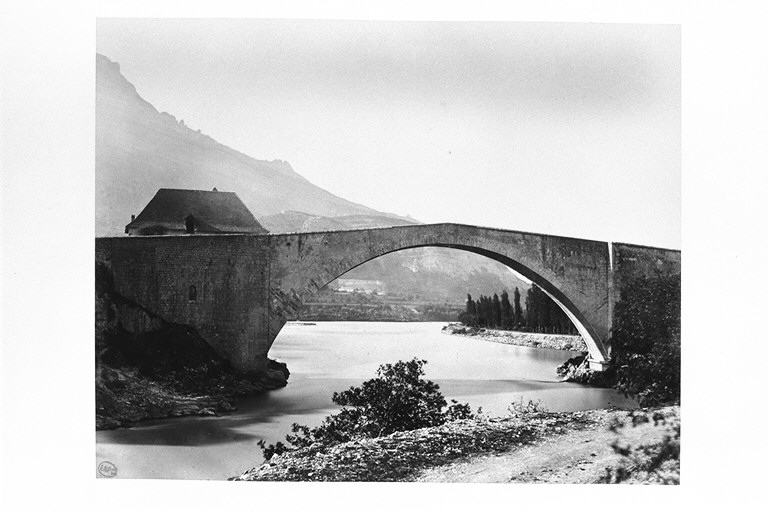
Pont de Claix nel 1873

L'École nationale des ponts et chaussées chiamata anche École des Ponts ParisTech o per metonimia Ponts et Chaussées o ancora Ponts, è la più antica istituzione formativa per ingegneri del mondo. Fondata nel 1747, è tuttora attiva a Marne-la-Vallée, come istituzione universitaria dipendente dal Ministère de l'Écologie, de l'Énergie, du Développement durable et de l'Aménagement du territoire. Essa è anche una delle più antiche e prestigiose grandes écoles francesi.

## Storia

### La fondazione
In seguito alla creazione del corps des ingénieurs des ponts et chaussées ("corpo degli ingegneri dei ponti e strade"), ovvero il genio civile, nel 1716, una delibera del conseil du Roi del 1747 ordinò l'istituzione di una scuola dedicata alla formazione dei futuri ingegneri di stato. La scuola prese il nome di École royale des ponts et chaussées ("Scuola reale dei ponti e strade") e fu organizzata da Daniel-Charles Trudaine. Quest'istituzione rappresentò l'inizio di un controllo efficace dello Stato sulla costruzione delle strade, dei ponti e dei canali, nonché sulla formazione degli ingegneri: in precedenza, infatti, i signori feudali, le corporazioni di arti e mestieri e gli ordini monastici avevano condiviso con lo stato questi compiti. L'École royale des ponts et chaussées rappresenta inoltre un momento importante nell'affermazione della cultura tecnica alle soglie della rivoluzione industriale.
Nel 1775, la scuola prese il nome definitivo di École nationale des ponts et chaussées e serviva a preparare i membri del Corpo degli ingegneri del genio civile francese, che era diventato il principale centro operativo responsabile tecnico dei lavori pubblici.
Il primo direttore fu Jean-Rodolphe Perronet, ingegnere e studioso partecipante al progetto dell'Encyclopédie ou Dictionnaire raisonné des sciences, des arts et des métiers, diretto da Denis Diderot e da Jean Baptiste Le Rond d'Alembert.
Gli insegnamenti andavano dalla geometria all'algebra, dalla meccanica all'idraulica, alla cartografia. Il corso di studi durava da quattro a dodici anni.

### L'Ottocento
Dopo la Rivoluzione, durante il primo Impero, gli ingegneri della scuola partecipano ai grandiosi lavori pubblici voluti da Napoleone. La complessità dei progetti influirà sull'evoluzione della scuola che diventa un centro motore della ricerca innovativa in tutti i campi dell'ingegneria. Appartengono al corpo degli ingegneri di ponti e strade, in questo periodo, personalità che fanno in pratica la storia della Scienza delle costruzioni e in genere della scienza applicata: Adhémar Jean Claude Barré de Saint-Venant, Eugène Belgrand, Jean-Baptiste Biot, Augustin-Louis Cauchy, Gaspard Gustave de Coriolis, Jules Dupuit, Augustin-Jean Fresnel (fondatore dell'ottica moderna), Joseph-Louis Gay-Lussac, Claude-Louis Navier (fondatore della teoria generale dell'elasticità e della meccanica dei fluidi), Louis Vicat (inventore del moderno calcestruzzo), Fulgence Bienvenüe.
Un decreto del 1851 ridefinisce l'organizzazione dei corsi che diventano corsi di specializzazione dell'École polytechnique.
Lo sviluppo delle infrastrutture della fine del XIX secolo fu fortemente segnato, ancora una volta, dagli ingegneri des Ponts et chaussées di cui molti sono diventati celebri: Henri Becquerel (scopritore della radioattività), Albert Caquot e Nicolas Léonard Sadi Carnot, Eugène Freyssinet. In quest'epoca furono definitivamente stabilite le caratteristiche della scuola, salvo gli adattamenti successivi resi necessari dal progresso tecnologico.

### Dopo la seconda guerra mondiale
Dopo la seconda guerra mondiale l'École des ponts si aprì al settore economico privato: di conseguenza aumentarono molto gli studenti, in risposta alla domanda crescente di ingegneri sia per il corps des ponts et chaussées sia per il settore privato. Ulteriore conseguenza di questo cambio di prospettiva fu la maggiore diversificazione dei corsi e delle cattedre.
Nel 1983 furono varate importanti riforme relative al reclutamento, ai programmi, ai metodi d'insegnamento, inoltre furono stabiliti collegamenti con la ricerca e le imprese e fu introdotta la formazione continua. In particolare, furono reintrodotti i laboratori di ricerca, che erano stati soppressi con la seconda guerra mondiale.
Fra il 1997 e il 2008, la scuola si è trasferita a Champs-sur-Marne nel campus della Cité Descartes, ma ha conservato la sede storica di Parigi, al 28 di rue des Saints-Pères.
Questa sistemazione, tuttavia, è cambiata nel 2008, quando lo stato ha venduto l'hôtel de Fleury. Oggi l'École possiede a Parigi solo la Maison des Ponts, dove hanno sede varie istituzioni legate all'École, fra cui l'École des Ponts Business School.

## XXI secolo
L'École des Ponts ha carattere "generalista": forma degli ingegneri, e inoltre organizza corsi che conferiscono la qualifica di master, Mastère Spécialisé, Master in Business Administration e dottore di ricerca, il 43% degli studenti ottengono un secondo diploma all'estero, mentre il 30% dei diplomati provengono dall'estero.

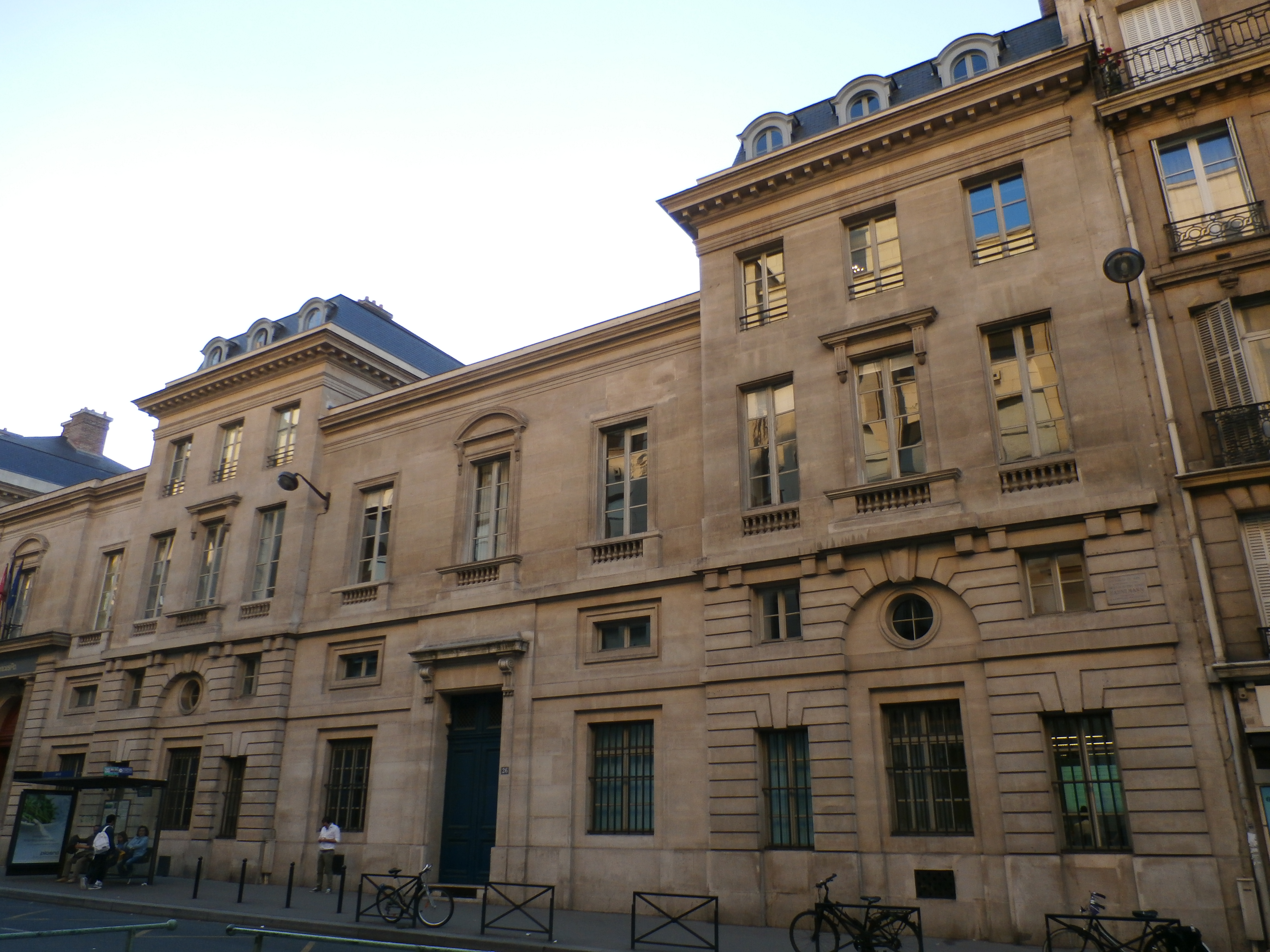
La sede storica in rue des Saints-Pères

L'École des Ponts fa parte dei poli di ricerca e insegnamento superiore ParisTech, université Paris-Est e della rete TIME. Essa è membro fondatore della Paris School of Economics, insieme all'ENS Ulm, all'École des hautes études en sciences sociales, all'Università Paris-Sorbonne, all'INRA e al CNRS.
Dal 15 luglio 2024, la scuola è membro di Institut polytechnique de Paris.